# Atenció a la dependència al País Basc
L'atenció a la dependència al País Basc ha tingut un desenvolupament normatiu com les altres comunitats autònomes.

## Abans de la Llei de dependència
Hi havia la Llei 5/1996, de 18 d'octubre, de Serveis Socials que tenia poc contingut substantiu. Destaca que reconeixia la prestació de serveis de convivència al domicili i mitjançant allotjaments alternatius.

## Després de la Llei de dependència
El Decret Foral 39/2007, de 24 d'abril, regulà el procediment de reconeixement de la situació de dependència a la província d'Àlaba; el Decret Foral 74/2007, de 24 d'abril, regulava el procediment de reconeixement de la dependència i l'Ordre Foral 320/2007, de 25 d'abril, establí el barem per a valorar la dependència i el procediment per a determinar-la.